# NGC 4843
NGC 4843 este o galaxie lenticulară situată în constelația Fecioara. A fost descoperită în 11 martie 1787 de către William Herschel. Se află la o distanță de 68,55 de megaparseci de Pământ.